# Greg Spice
Greg Spice – australijski judoka.
Brązowy medalista mistrzostw Oceanii w 1985. Trzeci na mistrzostwach Australii w 1986, 1987, 1988, 1991 i 1997 roku.